# Teorema medianei

Suprafața verde + Suprafața albastră = Suprafața roșie

În geometria plană, teorema medianei stabilește o relație între lungimea unei mediane dintr-un triunghi și lungimile laturilor triunghiului.
Teorema medianei este un caz particular al teoremei lui Stewart. Mai este numită teorema lui Apoloniu după Apoloniu din Perga.

## Enunț și conexiunea cu o altă teoremă
Într-un triunghi ΔABC cu D mijlocul laturii (BC) se poate scrie expresia pentru lungimea medianei din vârful A pe latura BC:
{\displaystyle m_{a}^{2}={\frac {2(b^{2}+c^{2})-a^{2}}{4}}}
unde ma = AD, a = BC, b = AC, c =AB
în triunghiuri isoscele mediana AD este perpendiculară pe latura BC și teorema devine identică cu cea a lui Pitagora.
Este o teoremă echivalentă cu teorema paralelogramului prin proprietatea diagonalelor unui paralelogram de intersectare în părți egale.

## Consecințe
Într-un triunghi dreptunghic lungimea medianei corespunzătoare unghiului drept este egală cu jumătate din lungimea ipotenuzei.